# Neoberingius frielei
Neoberingius frielei är en snäckart som först beskrevs av Dall 1895.  Neoberingius frielei ingår i släktet Neoberingius och familjen valthornssnäckor. Inga underarter finns listade i Catalogue of Life.